# Byleth
Byleth (noto anche come Il demone dell'incesto) è un film horror italiano del 1972 diretto da Leopoldo Savona.

## Produzione
Girato nel 1971, venne distribuito nel 1972.

## Trama
Il duca Lionello Shandwell ritorna nel paese natio dove ritrova sua sorella Barbara ora sposata con Giordano, un uomo molto più vecchio di lei. Lionel prova per la sorella un affetto morboso, ai limiti dell'incesto e non ne accetta il legame con il marito. Intanto nel paese vengono commessi alcuni omicidi.